# Neustädter Rathaus (Warburg)

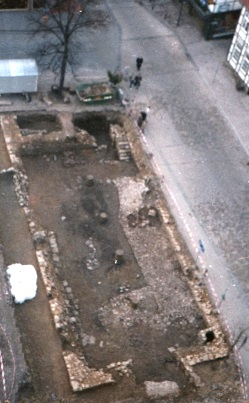
Luftbild der Grabung, 1984

Das ehemalige Neustädter Rathaus von Warburg war ein mittelalterliches Gebäude, das von ca. 1250 bis 1803 bestand. Seine Grundmauern wurden 1984 freigelegt und erforscht. 

## Geschichte

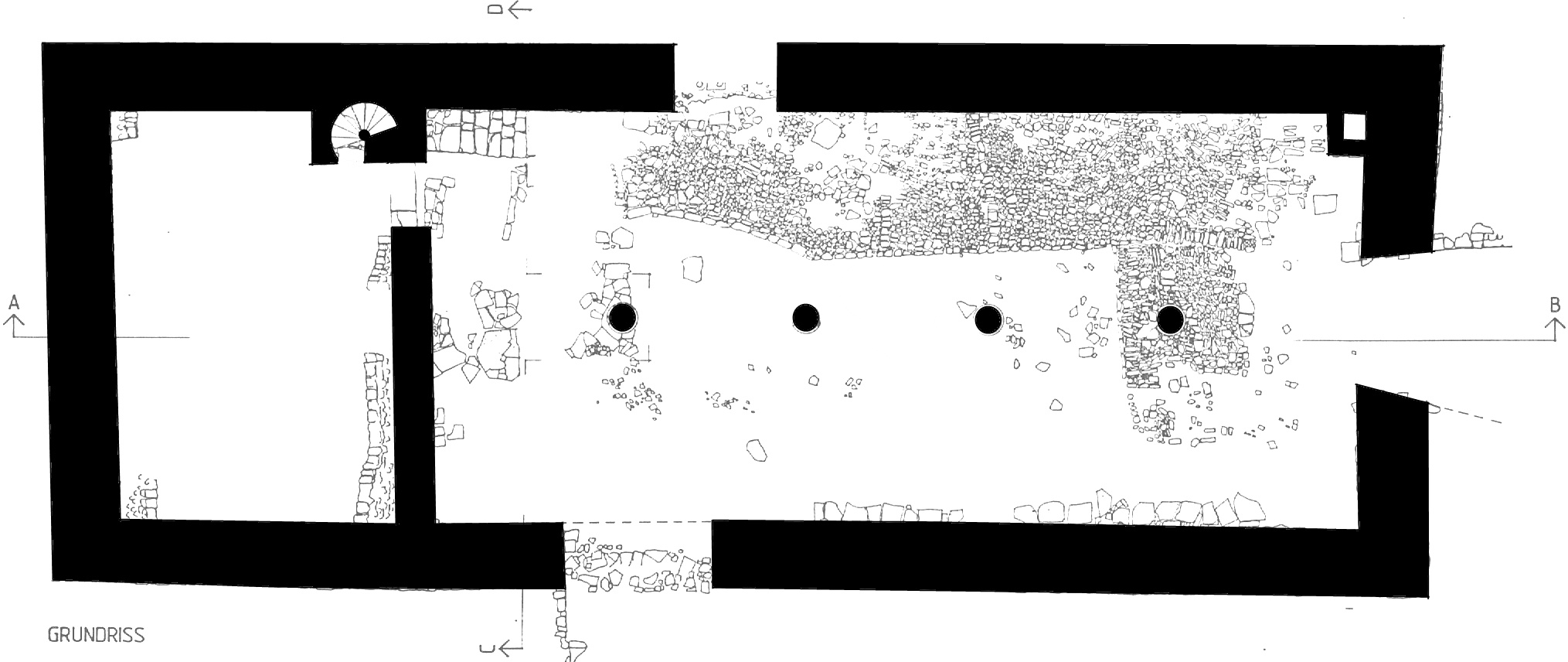
Grundriss nach Grabungsbefund 1984

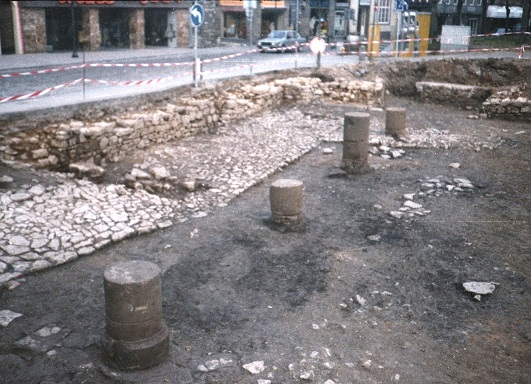
Reste der Kaufhalle im Erdgeschoss

Ein Stadtrat der Warburger Neustadt, bestehend aus 12 consules und einem magister consulum, ist bereits für 1239 belegt. Zwischen 1228 und 1247 entstand direkt am Markt die Pfarrkirche der Neustadt, St. Johannes Baptista. Daher kann auch der Bau des Rathauses für diese Epoche vermutet werden.  
Die Grabung von 1984 zeigte die Grundmauern eines 31,80 m * 12,60 m großen Gebäudes mit 1,55 m starken Außenwänden aus Kalkbruchsteinen, das frei an der Nordseite des Neustädter Marktplatzes stand. Der größte Teile des ergrabenen Untergeschosses wurde durch eine zweischiffige Halle eingenommen. Ihre Balkendecke wurde durch einen Längsunterzug getragen, der auf den Querwänden und vier freistehenden, runden Säulen ruhte. Von den Säulen sind  alle vier Basen und zum Teil auch die Säulentrommeln noch in situ vorhanden, ferner noch ein frühgotisch genastes Würfelkapitell. Die Halle war über eine Rampe an der westlichen Stirnseite befahrbar. Östlich schloss sich ein tiefergelegener Keller mit einem Tonnengewölbe an. Von diesem führte eine noch in den unteren Stufen erhaltene Spindeltreppe aus rotem Sandstein in das Hauptgeschoss. 
Mit seinen Außenmaßen von ca. 100 mittelalterlichen Fuß entsprach das Rathaus denen anderer mittelgroßer Städte Norddeutschlands, wie den mittelalterlichen Rathäusern in Warburg-Altstadt, Dortmund und Braunschweig. Ebenso wie diese wurde es auch als Kaufhalle genutzt. Die Architekturformen bestätigten eine Bauzeit um 1250. 
1760, nach der Schlacht bei Warburg im Siebenjährigen Krieg, wurde das bis dahin noch als Schule und als „Stadtkeller“ für den Bier- und Weinausschank genutzte Gebäude durch britische, braunschweigische und hessische Soldaten „verwüstet und demoliert“. 1803 ließ die neue preußische Regierung die verbliebenen Ruinen abbrechen und mit den Steinen das Wachthaus an der Ecke Marktstraße/Kalandstraße bauen sowie den Marktplatz pflastern.
Seit der Umgestaltung des Neustädter Marktplatzes 2013 deuten in dessen Pflasterung zwei Zentimeter breite Schienenstränge aus Messing die Umrisse der Grundmauern des ehemaligen Neustädter Rathauses an.